# Peter Servauter
Peter Servauter (* 15. Jahrhundert oder 16. Jahrhundert; †  3. Mai 1574 in Basel) war ein aus Antwerpen stammender Kaufmann in Basel und Pionier der dortigen Seidenbandweberei.

## Leben und Werk
Servauter (Serwouter) liess sich 1567 als calvinistischer Glaubensflüchtling in Basel nieder, wo er 1568 das Bürgerrecht erwarb. Er betrieb zunächst ein kleines Handelsgeschäft mit Stoffen und Kurzwaren, das er dank der Hilfe des ebenfalls aus Antwerpen stammenden Grosskaufmanns Marcos Pérez stark ausbauen konnte. 1571 richtete er in Basel die erste Seidenbandweberei ein, die er mithilfe von acht Gesellen betrieb.